# 保山专区
保山专区是云南省已撤销的专区，行政专员公署驻保山县，1950年由原云南省第十二行政督察区改置，1970年改称保山地区。

## 行政区划
下列为各年末保山专区行政区划的列表，区划调整以批准时间为准
- 1950年

保山县、腾冲县、龙陵县、昌宁县、潞西县（专区成立时尚为潞西设治区）、瑞丽设治区、陇川设治区、梁河设治区、盈江设治区、莲山设治区
- 1952年：瑞丽等4设治区改县，梁河设治区改置梁河县傣族景颇族自治区，增设县级畹町镇

保山县、腾冲县、龙陵县、昌宁县、潞西县、瑞丽县、陇川县、梁河县傣族景颇族自治区、盈江县、莲山县、畹町镇（县级）
- 1954年：潞西等6县分出成立德宏傣族景颇族自治区

保山县、腾冲县、龙陵县、昌宁县、畹町镇（县级）
- 1956年：保山专区撤销，辖区并入德宏傣族景颇族自治州

-
- 1963年：复设保山专区

保山县、腾冲县、龙陵县、昌宁县、施甸县